# 밀워키 브루어스
밀워키 브루어스(영어: Milwaukee Brewers)는 미국 위스콘신주 밀워키를 연고지로 하는 프로 야구 팀이다. 메이저 리그 내셔널 리그 중부 지구 소속이다.
밀워키가 미국 제 1의 맥주 양조 도시인 이유로 브루어스라는 이름이 붙었다.
1969년에 '시애틀 파일러츠'라는 이름으로 창단하였으나 경영난으로 인해 버드 셀릭이 매입하여 1년 만에 밀워키로 이전했다. 1997년까지 아메리칸 리그 소속이었으나 1998년 신생 팀 창단에 따른 리그 지역 조정에 따라 내셔널 리그 중부 지구로 편입하였다. KBO 리그 OB 베어스에서 뛰었던 투수 박철순 선수가 KBO 리그 출범 전에 이 구단 산하의 마이너 리그 팀에 입단하여 진출했으나, 메이저 리그에서 뛰지는 못하고 귀국하여 원년 멤버가 되었으며 선동열이 1981년 해당 팀과 뉴욕 양키스 LA 다저스 스카우트 제의를 받았지만 병역문제가 걸려 무산됐고 1984년 7월 LA 올림픽 출전 당시 LA 다저스 스카우트 제의가 있었으나 역시 병역문제 때문에 좌절됐으며 1999년 시즌 뒤 보스턴 레드삭스로부터 스카우트 제의를 받았지만 여러 가지 사정 때문에 무산됐고 에나쓰 유타카가 1985년 입단 테스트에서 합격점을 받았으나 "외국 국적을 가진 선수가 프로에서 뛰려면 마이너리그를 거쳐야 한다"는 규정 때문에 좌절됐다.
2008년 와일드 카드로 플레이오프에 진출했으나 필라델피아 필리스에게 1승 3패를 당하여 월드시리즈 진출에 실패했다.
2011년 지구 1위로 플레이오프에 진출하여 내셔널리그 디비전 시리즈에서 애리조나 다이아몬드백스를 시리즈 성적 3대2로 꺾고 내셔널리그 챔피언쉽 시리즈에 진출했으나 세인트루이스 카디널스 상대로 패배하여 월드시리즈 진출에 또 한번 실패했다.

## 영구 결번
- #1 버드 셀릭 (전 오너, 1992~2015 MLB 커미셔너)
- #4 폴 몰리터
- #19 로빈 욘트
- #34 롤리 핑거스
- #42 재키 로빈슨(전 구단 공통)
- #44 행크 에런

## 유명 선수
- 루이스 히메네스
- 알프레도 피가로
- 에릭 테임즈
- 최지만
- 라이언 브론 (현재)
- 크리스천 옐리치 (현재)